# Gehyra oceanica
La Gehyra oceanica es una especie de gecko del genus Gehyra. 
El Gehyra vorax de Fiyi, Vanuatu y Nueva Guinea fue frecuentemente incluido en esta especie pero ahora reciben un tratamiento diferente.
Esta especie es nativa de Nueva Guinea y algunas islas de Melanesia, Micronesia y Polynesia.
Es una especie nocturna y arborícola en su dieta incluye insectos y hasta geckos más pequeños.
Este gecko comparte nidos comunales donde se depositan hasta 12 huevos donde permanecen durante su largo periodo de incubación de 115 días. A diferencia de otras especies de geckos sus huevos no se adhieren.